# أنطونيو بيريز
أنطونيو بيريز (بالإسبانية: Antonio Pérez) هو سباح إسباني، ولد في 22 أكتوبر 1944.

## وصلات خارجية
- أنطونيو بيريز على موقع أوليمبيديا (الإنجليزية)